# Sojat Road
Sojat Road là một thị trấn thống kê (census town) của quận Pali thuộc bang Rajasthan, Ấn Độ.

## Nhân khẩu
Theo điều tra dân số năm 2001 của Ấn Độ, Sojat Road có dân số 11.173 người. Phái nam chiếm 51% tổng số dân và phái nữ chiếm 49%. Sojat Road có tỷ lệ 65% biết đọc biết viết, cao hơn tỷ lệ trung bình toàn quốc là 59,5%: tỷ lệ cho phái nam là 76%, và tỷ lệ cho phái nữ là 54%. Tại Sojat Road, 16% dân số nhỏ hơn 6 tuổi.